# Vîșnopil, Talne
Vîșnopil (în ucraineană Вишнопіль) este o comună în raionul Talne, regiunea Cerkasî, Ucraina, formată numai din satul de reședință.

## Demografie
Componența lingvistică a comunei Vîșnopil
     Ucraineană (98,07%)
     Rusă (1,4%)
     Alte limbi (0,09%)
Conform recensământului din 2001, majoritatea populației comunei Vîșnopil era vorbitoare de ucraineană (98,07%), existând în minoritate și vorbitori de rusă (1,4%).